# 김창일
김창일(1929년 7월 8일 ~ )은 대한민국의 정치인이다. 제36대 해남군수를 역임했다.

## 역대 선거 결과
|  | 47.57% |

|  | 23.67% |